# Нестор (митологија)
Нестор (грч. Νέστωρ) је у грчкој митологији био краљ Пила, познат по мудрости и дуговечности. Према једној причи, Нестора је Аполон наградио неуобичајено дугим животом, јер је желео на неки начин да врати све те године живота које је одузео Ниобидима, чија је сестра била Хлорида, Несторова мајка.

## Митологија
Био је најмлађи од дванаесторице синова краља Нелеја. Није имао лаку младост и често се у старости присећао подвига које је тада починио; победа у такмичењима, као и у окршајима са суседима, међу којима и над Еуриталионом у Аркадији. Према једном предању, Херакле му је побио сву браћу, а он сам је морао да се бори против Епејаца, које су предводили Акторови синови Еурит и Ктеат (Молиониди). Према другом, он је младост провео у Геренији, а власт над Месенијом му је уступио Херакле када је освојио Пил. И у зрелим годинама, Нестор је учествовао у јуначким подвизима; у походу Аргонаута, лову на Калидонског вепра, а Лапитима је помогао у борби против кентаура.
Био је ожењен Еуридиком или Анаксибијом и имао две кћерке, Писидику и Поликасту и синове Персеја, Стратиха, Арета, Ехефрона, Пизистрата, Антилоха и Трасимеда. Несторови потомци су се називали Нелеидима и они су се населили у Атини, јер су их Дорци протерали из Месеније. Тамо су постали чланови владарских породица.
У време тројанског рата, већ је био стар, али је његово искуство утицало на исход. Наиме, пре почетка рата је са Одисејем позивао јунаке у рат, па тако и Ахила и Патрокла. Он сам је пред Троју довео деведесет лађа и своја два сина, Антилоха и Трасимеда. Био је цењен због своје мудрости и он је распоређивао трупе, охрабривао је ратнике, које је и саветовао да направе заштитне бедеме око својих лађа. Због добрих савета, Ахил му је даровао Хекамеду, која га је у току рата верно служила. Био је познат и по својој речитости, па је тако убедио Патрокла да са Ахиловим оружјем изађе на бојно поље. Он је покушао и да измири Ахила и Агамемнона. Појављивао се и на бојном пољу и хтео је да се бори са најстаријим Пријамовим сином. Након разарања Троје, враћао се у завичај заједно са Менелајем и Диомедом, али се одвојио код Суниона и на острву Кеју саградио светилиште Атени. Тада се вратио у Пил и у наредним срећним годинама дочекао дубоку старост. Његов гроб је приказиван у Пилу.
Нестор је оличавао срећну и крепку старост. Због мудрих разговора, био је омиљен саговорник током тројанског рата, али и касније, међу сенима у Подземљу.

## Археологија
У Пилу је откривена палата из микенског раздобља, названа по Нестору у којој је пронађен већи број глинених плочица са линеарним писмом.